# Helicogermslita
Helicogermslita — рід грибів родини Xylariaceae. Назва вперше опублікована 1983 року.